# Platygaster soederlundi
Platygaster soederlundi is een vliesvleugelig insect uit de familie van de Platygastridae. De wetenschappelijke naam van de soort is voor het eerst geldig gepubliceerd in 1998 door Buhl.